# Valentina Jegorova
Valentina Michajlovna Jegorova (ryska: Валентина Михайловна Егорова), född den 16 februari 1964, är en sovjetisk/rysk före detta friidrottare som tävlade i långdistanslöpning.
Jegorovas främsta merit är att hon vann guld i maraton vid Olympiska sommarspelen 1992 i Barcelona. Hon blev även silvermedaljör vid olympiska sommarspelen 1996 i Atlanta fyra år senare då slagen av Etiopiens Fatuma Roba.

## Personliga rekord
- Maraton 2.23.33